# من گناه کارم
من گناه کارم یا اعتراف دروغین (آلمانی: Falscher Bekenner) فیلمی به کارگردانی کریستوف هوخهایزلر محصول سال ۲۰۰۵ کشور آلمان است.
این فیلم در بخش نوعی نگاه جشنواره فیلم کن ۲۰۰۵ به نمایش در آمده است.